# Eleição federal na Alemanha em 2005
As eleições federais na Alemanha foram realizadas a 18 de Setembro de 2005 e, serviram para eleger 614 deputados para o Bundestag.

## Contexto político
Após a reeleição em 2002, o governo SPD-B'90/GRÜ, após anos de dificuldades económicos e altas taxas de desemprego, decidiu embarcar num programa económico que iria alterar, profundamente, o Estado social alemão e iria flexibilizar as leis laborais. Este programa, conhecido por "Hartz IV", estava inserido na "Agenda 2010", que pretendia fazer modificações profundas a nível económico e social, para dar a volta a anos de dificuldades. O "Hartz IV" teve efeitos sociais profundos, levando a inúmeras manifestações e greves, em especial na antiga RDA, e, também, teve impactos profundos no SPD, com muitos dos seus membros e simpatizantes, a acusarem o partido de embarcar num programa económico neoliberal que contrariava os princípios social-democratas e de centro-esquerda historicamente ligados ao partidos.
O SPD foi obtendo resultados, a partir de 2003, desastrosos, refletindo a impopularidade do seu programa económico, atingindo o seu ponto mais baixo em 2004, quando obteve o seu pior resultado em eleições, ao ficar-se pelos 21,5% nas eleições europeias.
Após a derrota nas regionais de Renânia do Norte-Vestfália em 2005 para a CDU, região governada pelo SPD desde 1966, Gerhard Schröder, decidiu pedir a dissolução do parlamento e convocação de eleições antecipadas.

## Análise dos resultados
Os resultados eleitorais foram surpreendentes. Apesar de, inicialmente, nas sondagens, terem grande vantagem, com as sondagens a darem entre 41% a 43%, os partidos irmãos de centro-direita, União Democrata-Cristã e União Social-Cristã não só não beneficiaram da impopularidade do governo de Schröder, como perdeu votos, baixando dos 38,5% e 248 deputados de 2002 para 35,2% dos votos e 226 deputados, um resultado frustrante para CDU/CSU que esperavam uma vitória clara. A baixa popularidade da candidata de CDU/CSU, Angela Merkel e os inúmeros erros cometidos durante a campanha, em muito, explicam o mau resultado de CDU/CSU.
Por outro lado, o Partido Social-Democrata, apesar de ter perdido votos, como era expectável, conquistou 34,2% e e 229 deputados, ficando a, apenas, 1,0% de CDU/CSU. Apesar das sondagens iniciais preverem um péssimo resultado do SPD, entre os 23% e os 28%, a relativa popularidade de Gerhard Schröder e a forte campanha eleitoral dos social-democratas explicam a capacidade, surpreendente, do SPD em manter uma forte base eleitoral.
O Partido Democrático Liberal obteve o seu melhor resultado desde 1990, conquistando 9,8% dos votos e 61 deputados. Apesar deste bom resultados dos liberais, o FDP não conseguiu objetivo de voltar a entrar num governo federal, muito por culpa dos maus resultados de CDU/CSU, seus parceiros naturais.
A Aliança 90/Os Verdes perdeu votos e deputados, passando dos 8,6% e 55 deputados de 2002 para 8,1% e 51 deputados. O desgaste de governo e a impopularidade do programa económico, tal como os parceiros de governo do SPD, também prejudicaram eleitoralmente.
Por fim, A Esquerda, coligação entre o Partido do Socialismo Democrático e a Alternativa Eleitoral para o Trabalho e a Justiça Social, partido fundado pela ala opositora do SPD ao programa "Hartz IV", foi o grande vencedor das eleições, passando dos 4,0% e 2 deputados do PDS em 2002 para 8,7% dos votos e 52 deputados. O sucesso da coligação PDS-WASG justifica-se pela forte conquista de votantes desiludidos do SPD e, também, pela forte base de apoio na antiga RDA.
Após as eleições, e depois de semanas de incertezas, CDU/CSU e SPD chegaram a um acordo de governo e, pela sua segunda vez na história, foi formado um governo de "Grande Coligação", com Angela Merkel como chanceler.

## Resultados Oficiais

### Método Proporcional (Lista)
| Partido                     | Partido                      | Partido                      | Lista de partido | Lista de partido | Lista de partido | Lista de partido | Lista de partido |
| Partido                     | Partido                      | Partido                      | Votos            | %                | +/-              | Deputados        | +/-              |
| --------------------------- | ---------------------------- | ---------------------------- | ---------------- | ---------------- | ---------------- | ---------------- | ---------------- |
|                             |                              | União Democrata-Cristã       | 13 136 740       | 27,78 / 100,00   | 1,74             | 74 / 315         | 34               |
|                             | União Social-Cristã          | 3 494 309                    | 7,39 / 100,00    | 1,60             | 2 / 315          | 13               |                  |
| CDU/CSU                     | CDU/CSU                      | 16 663 049                   | 35,17 / 100,00   | 3,34             | 76 / 315         | 47               |                  |
|                             | Partido Social-Democrata     | Partido Social-Democrata     | 16 194 665       | 34,25 / 100,00   | 4,27             | 77 / 315         | 3                |
|                             | Partido Democrático Liberal  | Partido Democrático Liberal  | 4 648 144        | 9,83 / 100,00    | 2,46             | 61 / 315         | 14               |
|                             | A Esquerda                   | A Esquerda                   | 4 118 194        | 8,71 / 100,00    | 4,72             | 51 / 315         | 51               |
|                             | Aliança 90/Os Verdes         | Aliança 90/Os Verdes         | 3 838 326        | 8,12 / 100,00    | 0,44             | 50 / 315         | 4                |
| Barreira Eleitoral de 5,00% |                              |                              |                  |                  |                  |                  |                  |
|                             | Partido Nacional Democrático | Partido Nacional Democrático | 748 568          | 1,58 / 100,00    | 1,13             | 0 / 315          | Estável          |
|                             | Outros (com menos de 1,00%)  | Outros (com menos de 1,00%)  | 1 109 042        | 2,34 / 100,00    |                  | 0 / 315          |                  |
| Votos Inválidos             | Votos Inválidos              | Votos Inválidos              | 756 146          |                  |                  |                  |                  |
| Total                       | Total                        | Total                        | 48 044 134       | 100,00 / 100,00  |                  | 315 / 315        | 11               |
| Eleitorado/Participação     | Eleitorado/Participação      | Eleitorado/Participação      | 61 870 711       | 77,65 / 100,00   | 1,43             |                  |                  |
| Fonte                       | Fonte                        | Fonte                        | [ 9 ]            | [ 9 ]            | [ 9 ]            | [ 9 ]            | [ 9 ]            |

### Método Uninominal (Distrito)
| Partido                 | Partido                      | Partido                      | Distrito eleitoral | Distrito eleitoral | Distrito eleitoral | Distrito eleitoral | Distrito eleitoral |
| Partido                 | Partido                      | Partido                      | Votos              | %                  | +/-                | Deputados          | +/-                |
| ----------------------- | ---------------------------- | ---------------------------- | ------------------ | ------------------ | ------------------ | ------------------ | ------------------ |
|                         |                              | União Democrata-Cristã       | 15 390 950         | 32,61 / 100,00     | 0,55               | 106 / 299          | 24                 |
|                         | União Social-Cristã          | 3 889 990                    | 8,24 / 100,00      | 0,77               | 44 / 299           | 1                  |                    |
| CDU/CSU                 | CDU/CSU                      | 19 280 940                   | 40,85 / 100,00     | 0,22               | 150 / 299          | 25                 |                    |
|                         | Partido Social-Democrata     | Partido Social-Democrata     | 18 129 100         | 38,41 / 100,00     | 3,52               | 145 / 299          | 26                 |
|                         | A Esquerda                   | A Esquerda                   | 3 764 168          | 7,98 / 100,00      | 3,63               | 3 / 299            | 1                  |
|                         | Aliança 90/Os Verdes         | Aliança 90/Os Verdes         | 2 538 913          | 5,38 / 100,00      | 0,25               | 1 / 299            | Estável            |
|                         | Partido Democrático Liberal  | Partido Democrático Liberal  | 2 208 531          | 4,68 / 100,00      | 1,07               | 0 / 299            | Estável            |
|                         | Partido Nacional Democrático | Partido Nacional Democrático | 857 777            | 1,82 / 100,00      | 1,60               | 0 / 299            | Estável            |
|                         | Outros (com menos de 1,00%)  | Outros (com menos de 1,00%)  | 414 633            | 0,88 / 100,00      |                    | 0 / 299            |                    |
| Votos Inválidos         | Votos Inválidos              | Votos Inválidos              | 850 072            |                    |                    |                    |                    |
| Total                   | Total                        | Total                        | 48 044 134         | 100,00 / 100,00    |                    | 299 / 299          |                    |
| Eleitorado/Participação | Eleitorado/Participação      | Eleitorado/Participação      | 61 870 711         | 77,65 / 100,00     | 1,43               |                    |                    |
| Fonte                   | Fonte                        | Fonte                        | [ 9 ]              | [ 9 ]              | [ 9 ]              | [ 9 ]              | [ 9 ]              |

### Total de Deputados
| Partido | Partido                      | Partido                      | Distrito eleitoral | Distrito eleitoral | Lista de partido | Lista de partido | Total     | Total   |
| Partido | Partido                      | Partido                      | Deputados          | +/-                | Deputados        | +/-              | Deputados | +/-     |
| ------- | ---------------------------- | ---------------------------- | ------------------ | ------------------ | ---------------- | ---------------- | --------- | ------- |
|         |                              | União Democrata-Cristã       | 106 / 299          | 24                 | 74 / 315         | 34               | 180 / 614 | 10      |
|         | União Social-Cristã          | 44 / 299                     | 1                  | 2 / 315            | 13               | 46 / 614         | 12        |         |
| CDU/CSU | CDU/CSU                      | 150 / 299                    | 25                 | 76 / 315           | 47               | 226 / 614        | 22        |         |
|         | Partido Social-Democrata     | Partido Social-Democrata     | 145 / 299          | 26                 | 77 / 315         | 3                | 222 / 614 | 29      |
|         | Partido Democrático Liberal  | Partido Democrático Liberal  | 0 / 299            | Estável            | 61 / 315         | 14               | 61 / 614  | 14      |
|         | A Esquerda                   | A Esquerda                   | 3 / 299            | 1                  | 51 / 315         | 51               | 54 / 614  | 52      |
|         | Aliança 90/Os Verdes         | Aliança 90/Os Verdes         | 1 / 299            | Estável            | 50 / 315         | 4                | 51 / 614  | 4       |
|         | Partido Nacional Democrático | Partido Nacional Democrático | 0 / 299            | Estável            | 0 / 315          | Estável          | 0 / 614   | Estável |
|         | Outros (com menos de 1,00%)  | Outros (com menos de 1,00%)  | 0 / 299            |                    | 0 / 315          |                  | 0 / 614   |         |
| Total   | Total                        | Total                        | 299 / 299          |                    | 315 / 315        | 11               | 614 / 614 | 11      |
| Fonte   | Fonte                        | Fonte                        | [ 9 ]              | [ 9 ]              | [ 9 ]            | [ 9 ]            | [ 9 ]     | [ 9 ]   |

## Resultados por Estado Federal
A tabela de resultados apresentada refere-se aos votos obtidos na lista de partido e, apenas, refere-se a partidos com mais de 1,0% dos votos:
| Estado                           | %       | D       | %    | D   | %    | D   | %     | D     | %    | D   | %   | D   | Votantes   |
| Estado                           | CDU CSU | CDU CSU | SPD  | SPD | FDP  | FDP | LINKE | LINKE | GRÜ  | GRÜ | NPD | NPD | Votantes   |
| -------------------------------- | ------- | ------- | ---- | --- | ---- | --- | ----- | ----- | ---- | --- | --- | --- | ---------- |
| Estado                           |         |         |      |     |      |     |       |       |      |     |     |     | Votantes   |
| Baden-Württemberg                | 39,2    | 33      | 30,1 | 23  | 11,9 | 9   | 3,8   | 3     | 10,7 | 8   | 1,1 | -   | 5 923 917  |
| Baixa Saxônia                    | 33,6    | 21      | 43,2 | 27  | 8,9  | 6   | 4,3   | 3     | 7,4  | 5   | 1,3 | -   | 4 828 902  |
| Baviera                          | 49,3    | 46      | 25,5 | 24  | 9,5  | 9   | 3,5   | 3     | 7,9  | 7   | 1,3 | -   | 7 181 842  |
| Berlim                           | 22,0    | 5       | 34,4 | 8   | 8,2  | 2   | 16,4  | 4     | 13,7 | 3   | 1,6 | -   | 1 887 397  |
| Brandemburgo                     | 20,6    | 4       | 35,8 | 10  | 6,9  | 1   | 26,6  | 5     | 5,1  | 1   | 3,2 | -   | 1 594 983  |
| Bremen                           | 22,8    | 1       | 42,9 | 2   | 8,1  | -   | 8,5   | -     | 14,3 | 1   | 1,5 | -   | 367 282    |
| Hamburgo                         | 28,9    | 4       | 38,8 | 6   | 9,0  | 1   | 6,3   | 1     | 14,9 | 2   | 1,0 | -   | 954 153    |
| Hesse                            | 33,7    | 15      | 35,7 | 16  | 11,7 | 5   | 5,3   | 2     | 10,1 | 5   | 1,2 | -   | 3 437 326  |
| Mecklemburgo-Pomerânia Ocidental | 29,6    | 4       | 31,8 | 4   | 6,3  | 1   | 23,7  | 3     | 4,0  | 1   | 3,5 | -   | 1 010 887  |
| Renânia do Norte-Vestfália       | 34,4    | 46      | 40,0 | 54  | 10,0 | 13  | 5,2   | 7     | 7,6  | 10  | 0,8 | -   | 10 385 230 |
| Renânia-Palatinado               | 36,9    | 12      | 34,6 | 11  | 11,7 | 4   | 5,6   | 2     | 7,3  | 2   | 1,3 | -   | 2 427 981  |
| Sarre                            | 30,2    | 3       | 33,3 | 4   | 7,5  | 1   | 18,5  | 2     | 5,9  | -   | 1,8 | -   | 650 089    |
| Saxônia                          | 30,0    | 14      | 24,5 | 8   | 10,2 | 4   | 22,8  | 8     | 4,8  | 2   | 4,8 | -   | 2 695 532  |
| Saxônia-Anhalt                   | 24,7    | 5       | 32,7 | 10  | 8,1  | 2   | 26,6  | 5     | 4,1  | 1   | 2,6 | -   | 1 481 671  |
| Schleswig-Holstein               | 36,4    | 8       | 38,2 | 9   | 10,1 | 2   | 4,6   | 1     | 8,4  | 2   | 1,0 | -   | 1 739 113  |
| Turíngia                         | 25,7    | 5       | 29,8 | 6   | 7,9  | 1   | 26,1  | 5     | 4,8  | 1   | 3,7 | -   | 1 477 829  |
| Alemanha                         | 35,2    | 226     | 34,2 | 222 | 9,8  | 61  | 8,7   | 54    | 8,1  | 51  | 1,6 | -   | 48 044 134 |

### Baden-Württemberg
| Partido                 | Partido                      | Votos     | %    | +/-     | Deputados | +/-     |
| ----------------------- | ---------------------------- | --------- | ---- | ------- | --------- | ------- |
|                         | União Democrata-Cristã       | 2 283 085 | 39,2 | 3,6     | 33 / 76   | 1       |
|                         | Partido Social-Democrata     | 1 754 834 | 30,1 | 3,4     | 23 / 76   | 4       |
|                         | Partido Democrático Liberal  | 693 835   | 11,9 | 4,1     | 9 / 76    | 3       |
|                         | Aliança 90/Os Verdes         | 623 091   | 10,7 | 0,7     | 8 / 76    | 1       |
|                         | A Esquerda                   | 219 105   | 3,8  | 2,8     | 3 / 76    | 3       |
|                         | Partido Nacional Democrático | 66 644    | 1,1  | 0,8     | 0 / 76    | Estável |
|                         | Os Republicanos              | 64 976    | 1,1  | Estável | 0 / 76    | Estável |
|                         | Outros                       | 116 877   | 2,0  |         | 0 / 76    |         |
| Votos Inválidos         | Votos Inválidos              | 101 470   | 1,7  | 0,6     |           |         |
| Total                   | Total                        | 5 923 917 | 100  |         | 76        |         |
| Eleitorado/Participação | Eleitorado/Participação      | 7 529 193 | 78,7 | 2,4     |           |         |

### Baixa Saxônia
| Partido                 | Partido                      | Votos     | %    | +/- | Deputados | +/-     |
| ----------------------- | ---------------------------- | --------- | ---- | --- | --------- | ------- |
|                         | Partido Social-Democrata     | 2 058 174 | 43,2 | 4,6 | 27 / 62   | 4       |
|                         | União Democrata-Cristã       | 1 599 947 | 33,6 | 0,9 | 21 / 62   | 1       |
|                         | Partido Democrático Liberal  | 426 341   | 8,9  | 1,8 | 6 / 62    | 1       |
|                         | Aliança 90/Os Verdes         | 354 853   | 7,4  | 0,1 | 5 / 62    | Estável |
|                         | A Esquerda                   | 205 200   | 4,3  | 3,3 | 3 / 62    | 3       |
|                         | Partido Nacional Democrático | 59 744    | 1,3  | 1,0 | 0 / 62    | Estável |
|                         | Outros                       | 63 389    | 1,3  |     | 0 / 62    |         |
| Votos Inválidos         | Votos Inválidos              | 61 254    | 1,3  | 0,6 |           |         |
| Total                   | Total                        | 4 828 902 | 100  |     | 62        | 1       |
| Eleitorado/Participação | Eleitorado/Participação      | 6 083 041 | 79,4 | 1,6 |           |         |

### Baviera
| Partido                 | Partido                      | Votos     | %    | +/- | Deputados | +/-     |
| ----------------------- | ---------------------------- | --------- | ---- | --- | --------- | ------- |
|                         | União Social-Cristã          | 3 494 309 | 49,3 | 9,3 | 46 / 89   | 12      |
|                         | Partido Social-Democrata     | 1 806 548 | 25,5 | 0,6 | 24 / 89   | 2       |
|                         | Partido Democrático Liberal  | 673 817   | 9,5  | 5,0 | 9 / 89    | 5       |
|                         | Aliança 90/Os Verdes         | 559 941   | 7,9  | 0,3 | 7 / 89    | Estável |
|                         | A Esquerda                   | 244 701   | 3,5  | 2,8 | 3 / 89    | 3       |
|                         | Partido Nacional Democrático | 95 196    | 1,3  | 1,1 | 0 / 89    | Estável |
|                         | Os Republicanos              | 73 619    | 1,0  | 0,3 | 0 / 89    | Estável |
|                         | Outros                       | 147 175   | 2,1  |     | 0 / 89    |         |
| Votos Inválidos         | Votos Inválidos              | 86 536    | 1,2  | 0,6 |           |         |
| Total                   | Total                        | 7 181 842 | 100  |     | 89        | 6       |
| Eleitorado/Participação | Eleitorado/Participação      | 9 222 560 | 77,9 | 3,6 |           |         |

### Berlim
| Partido                 | Partido                        | Votos     | %    | +/- | Deputados | +/-     |
| ----------------------- | ------------------------------ | --------- | ---- | --- | --------- | ------- |
|                         | Partido Social-Democrata       | 637 674   | 34,4 | 2,2 | 8 / 22    | 1       |
|                         | União Democrata-Cristã         | 408 715   | 22,0 | 3,9 | 5 / 22    | 1       |
|                         | A Esquerda                     | 303 630   | 16,4 | 5,0 | 4 / 22    | 2       |
|                         | Aliança 90/Os Verdes           | 254 546   | 13,7 | 0,9 | 3 / 22    | 1       |
|                         | Partido Democrático Liberal    | 152 157   | 8,2  | 1,6 | 2 / 22    | Estável |
|                         | Os Cinzas - Panteras Cinzentas | 35 119    | 1,9  | 1,0 | 0 / 22    | Estável |
|                         | Partido Nacional Democrático   | 29 070    | 1,6  | 1,0 | 0 / 22    | Estável |
|                         | Outros                         | 25 778    | 1,4  |     | 0 / 22    |         |
| Votos Inválidos         | Votos Inválidos                | 30 761    | 1,6  | 0,6 |           |         |
| Total                   | Total                          | 1 887 397 | 100  |     | 22        | 1       |
| Eleitorado/Participação | Eleitorado/Participação        | 2 438 902 | 77,4 | 0,3 |           |         |

### Brandemburgo
| Partido                 | Partido                        | Votos     | %    | +/-  | Deputados | +/-     |
| ----------------------- | ------------------------------ | --------- | ---- | ---- | --------- | ------- |
|                         | Partido Social-Democrata       | 561 689   | 35,8 | 10,6 | 10 / 21   | Estável |
|                         | A Esquerda                     | 416 359   | 26,6 | 9,4  | 5 / 21    | 5       |
|                         | União Democrata-Cristã         | 322 400   | 20,6 | 1,7  | 4 / 21    | Estável |
|                         | Partido Democrático Liberal    | 107 736   | 6,9  | 1,1  | 1 / 21    | Estável |
|                         | Aliança 90/Os Verdes           | 80 253    | 5,1  | 0,6  | 1 / 21    | Estável |
|                         | Partido Nacional Democrático   | 50 280    | 3,2  | 1,7  | 0 / 21    | Estável |
|                         | Os Cinzas - Panteras Cinzentas | 14 847    | 1,0  | 0,4  | 0 / 21    | Estável |
|                         | Outros                         | 14 050    | 0,8  |      | 0 / 21    |         |
| Votos Inválidos         | Votos Inválidos                | 27 369    | 1,7  | 0,7  |           |         |
| Total                   | Total                          | 1 594 983 | 100  |      | 21        | 5       |
| Eleitorado/Participação | Eleitorado/Participação        | 2 128 352 | 74,9 | 1,2  |           |         |

### Bremen
| Partido                 | Partido                        | Votos   | %    | +/- | Deputados | +/-     |
| ----------------------- | ------------------------------ | ------- | ---- | --- | --------- | ------- |
|                         | Partido Social-Democrata       | 155 366 | 42,9 | 5,7 | 2 / 4     | Estável |
|                         | União Democrata-Cristã         | 82 389  | 22,8 | 1,8 | 1 / 4     | Estável |
|                         | Aliança 90/Os Verdes           | 51 600  | 14,3 | 0,7 | 1 / 4     | Estável |
|                         | A Esquerda                     | 30 570  | 8,5  | 6,3 | 0 / 4     | Estável |
|                         | Partido Democrático Liberal    | 29 329  | 8,1  | 1,4 | 0 / 4     | Estável |
|                         | Partido Nacional Democrático   | 5 341   | 1,5  | 1,0 | 0 / 4     | Estável |
|                         | Os Cinzas - Panteras Cinzentas | 3 847   | 1,1  | 0,6 | 0 / 4     | Estável |
|                         | Outros                         | 3 479   | 0,9  |     | 0 / 4     |         |
| Votos Inválidos         | Votos Inválidos                | 5 361   | 1,5  | 0,6 |           |         |
| Total                   | Total                          | 367 282 | 100  |     | 4         |         |
| Eleitorado/Participação | Eleitorado/Participação        | 486 475 | 75,5 | 3,4 |           |         |

### Hamburgo
| Partido                 | Partido                      | Votos     | %    | +/- | Deputados | +/-     |
| ----------------------- | ---------------------------- | --------- | ---- | --- | --------- | ------- |
|                         | Partido Social-Democrata     | 365 546   | 38,8 | 3,2 | 6 / 14    | Estável |
|                         | União Democrata-Cristã       | 272 418   | 28,9 | 0,8 | 4 / 14    | Estável |
|                         | Aliança 90/Os Verdes         | 140 751   | 14,9 | 1,3 | 2 / 14    | Estável |
|                         | Partido Democrático Liberal  | 84 593    | 9,0  | 2,2 | 1 / 14    | Estável |
|                         | A Esquerda                   | 59 463    | 6,3  | 4,2 | 1 / 14    | 1       |
|                         | Partido Nacional Democrático | 9 463     | 1,0  | 0,8 | 0 / 14    | Estável |
|                         | Outros                       | 11 130    | 1,2  |     | 0 / 14    |         |
| Votos Inválidos         | Votos Inválidos              | 10 789    | 1,1  | 0,4 |           |         |
| Total                   | Total                        | 954 153   | 100  |     | 14        | 1       |
| Eleitorado/Participação | Eleitorado/Participação      | 1 230 717 | 77,5 | 2,1 |           |         |

### Hesse
| Partido                 | Partido                      | Votos     | %    | +/- | Deputados | +/-     |
| ----------------------- | ---------------------------- | --------- | ---- | --- | --------- | ------- |
|                         | Partido Social-Democrata     | 1 197 762 | 35,7 | 4,0 | 16 / 43   | 2       |
|                         | União Democrata-Cristã       | 1 131 496 | 33,7 | 3,4 | 15 / 43   | 2       |
|                         | Partido Democrático Liberal  | 392 123   | 11,7 | 3,5 | 5 / 43    | 1       |
|                         | Aliança 90/Os Verdes         | 340 288   | 10,1 | 0,6 | 5 / 43    | Estável |
|                         | A Esquerda                   | 178 913   | 5,3  | 4,0 | 2 / 43    | 2       |
|                         | Partido Nacional Democrático | 41 380    | 1,2  | 0,8 | 0 / 43    | Estável |
|                         | Outros                       | 77 954    | 2,3  |     | 0 / 43    |         |
| Votos Inválidos         | Votos Inválidos              | 77 410    | 2,3  | 0,8 |           |         |
| Total                   | Total                        | 3 437 326 | 100  |     | 43        | 1       |
| Eleitorado/Participação | Eleitorado/Participação      | 4 366 988 | 78,7 | 1,4 |           |         |

### Mecklemburgo-Pomerânia Ocidental
| Partido                 | Partido                      | Votos     | %    | +/- | Deputados | +/-     |
| ----------------------- | ---------------------------- | --------- | ---- | --- | --------- | ------- |
|                         | Partido Social-Democrata     | 314 830   | 31,8 | 9,9 | 4 / 13    | 1       |
|                         | União Democrata-Cristã       | 293 316   | 29,6 | 0,7 | 4 / 13    | Estável |
|                         | A Esquerda                   | 234 702   | 23,7 | 7,4 | 3 / 13    | 3       |
|                         | Partido Democrático Liberal  | 62 049    | 6,3  | 0,9 | 1 / 13    | Estável |
|                         | Aliança 90/Os Verdes         | 39 379    | 4,0  | 0,5 | 1 / 13    | 1       |
|                         | Partido Nacional Democrático | 34 747    | 3,5  | 2,7 | 0 / 13    | Estável |
|                         | Outros                       | 12 696    | 1,3  |     | 0 / 13    |         |
| Votos Inválidos         | Votos Inválidos              | 19 168    | 1,9  | 0,2 |           |         |
| Total                   | Total                        | 1 010 887 | 100  |     | 13        | 3       |
| Eleitorado/Participação | Eleitorado/Participação      | 1 418 790 | 71,3 | 0,7 |           |         |

### Renânia do Norte-Vestfália
| Partido                 | Partido                     | Votos      | %    | +/- | Deputados | +/-     |
| ----------------------- | --------------------------- | ---------- | ---- | --- | --------- | ------- |
|                         | Partido Social-Democrata    | 4 096 112  | 40,0 | 3,0 | 54 / 130  | 6       |
|                         | União Democrata-Cristã      | 3 524 351  | 34,4 | 0,7 | 46 / 130  | 3       |
|                         | Partido Democrático Liberal | 1 024 924  | 10,0 | 0,6 | 13 / 130  | Estável |
|                         | Aliança 90/Os Verdes        | 782 551    | 7,6  | 1,3 | 10 / 130  | 2       |
|                         | A Esquerda                  | 529 967    | 5,2  | 4,0 | 7 / 130   | 7       |
|                         | Outros                      | 288 126    | 2,9  |     | 0 / 130   |         |
| Votos Inválidos         | Votos Inválidos             | 139 199    | 1,3  | 0,5 |           |         |
| Total                   | Total                       | 10 385 230 | 100  |     | 130       | 4       |
| Eleitorado/Participação | Eleitorado/Participação     | 13 257 047 | 78,3 | 2,0 |           |         |

### Renânia-Palatinado
| Partido                 | Partido                      | Votos     | %    | +/- | Deputados | +/-     |
| ----------------------- | ---------------------------- | --------- | ---- | --- | --------- | ------- |
|                         | União Democrata-Cristã       | 877 632   | 36,9 | 3,4 | 12 / 31   | 1       |
|                         | Partido Social-Democrata     | 822 074   | 34,6 | 3,6 | 11 / 31   | 1       |
|                         | Partido Democrático Liberal  | 278 945   | 11,7 | 3,4 | 4 / 31    | 1       |
|                         | Aliança 90/Os Verdes         | 172 900   | 7,3  | 0,6 | 2 / 31    | Estável |
|                         | A Esquerda                   | 132 154   | 5,6  | 4,6 | 2 / 31    | 2       |
|                         | Partido Nacional Democrático | 31 012    | 1,3  | 0,9 | 0 / 31    | Estável |
|                         | Os Republicanos              | 26 340    | 1,1  | 0,1 | 0 / 31    | Estável |
|                         | Partido da Família           | 25 576    | 1,1  | -   | 0 / 31    | -       |
|                         | Outros                       | 10 706    | 0,4  |     | 0 / 31    |         |
| Votos Inválidos         | Votos Inválidos              | 50 642    | 2,1  | 0,8 |           |         |
| Total                   | Total                        | 2 427 981 | 100  |     | 31        | 1       |
| Eleitorado/Participação | Eleitorado/Participação      | 3 084 171 | 78,7 | 1,3 |           |         |

### Sarre
| Partido                 | Partido                      | Votos   | %    | +/-  | Deputados | +/-     |
| ----------------------- | ---------------------------- | ------- | ---- | ---- | --------- | ------- |
|                         | Partido Social-Democrata     | 211 201 | 33,3 | 12,7 | 4 / 10    | Estável |
|                         | União Democrata-Cristã       | 191 067 | 30,2 | 4,8  | 3 / 10    | Estável |
|                         | A Esquerda                   | 117 089 | 18,5 | 17,1 | 2 / 10    | 2       |
|                         | Partido Democrático Liberal  | 47 188  | 7,5  | 1,1  | 1 / 10    | Estável |
|                         | Aliança 90/Os Verdes         | 37 489  | 5,9  | 1,7  | 0 / 10    | 1       |
|                         | Partido da Família           | 13 002  | 2,1  | 1,0  | 0 / 10    | Estável |
|                         | Partido Nacional Democrático | 11 459  | 1,8  | 1,1  | 0 / 10    | Estável |
|                         | Outros                       | 5 023   | 0,8  |      | 0 / 10    |         |
| Votos Inválidos         | Votos Inválidos              | 16 571  | 2,5  | 0,8  |           |         |
| Total                   | Total                        | 650 089 | 100  |      | 10        | 1       |
| Eleitorado/Participação | Eleitorado/Participação      | 818 478 | 79,4 | 0,6  |           |         |

### Saxônia
| Partido                 | Partido                      | Votos     | %    | +/- | Deputados | +/-     |
| ----------------------- | ---------------------------- | --------- | ---- | --- | --------- | ------- |
|                         | União Democrata-Cristã       | 795 316   | 30,0 | 3,6 | 14 / 36   | 1       |
|                         | Partido Social-Democrata     | 649 807   | 24,5 | 8,8 | 8 / 36    | 4       |
|                         | A Esquerda                   | 603 824   | 22,8 | 6,6 | 8 / 36    | 8       |
|                         | Partido Democrático Liberal  | 269 623   | 10,2 | 2,9 | 4 / 36    | 2       |
|                         | Aliança 90/Os Verdes         | 126 850   | 4,8  | 0,2 | 2 / 36    | Estável |
|                         | Partido Nacional Democrático | 126 701   | 4,8  | 3,4 | 0 / 36    | Estável |
|                         | Outros                       | 75 493    | 2,9  |     | 0 / 36    |         |
| Votos Inválidos         | Votos Inválidos              | 47 468    | 1,8  | 0,5 |           |         |
| Total                   | Total                        | 2 695 532 | 100  |     | 36        | 7       |
| Eleitorado/Participação | Eleitorado/Participação      | 3 561 357 | 75,7 | 2,0 |           |         |

### Saxônia-Anhalt
| Partido                 | Partido                      | Votos     | %    | +/-  | Deputados | +/-     |
| ----------------------- | ---------------------------- | --------- | ---- | ---- | --------- | ------- |
|                         | Partido Social-Democrata     | 474 909   | 32,7 | 10,5 | 10 / 23   | Estável |
|                         | A Esquerda                   | 385 422   | 26,6 | 12,2 | 5 / 23    | 5       |
|                         | União Democrata-Cristã       | 357 663   | 24,7 | 4,3  | 5 / 23    | 1       |
|                         | Partido Democrático Liberal  | 117 155   | 8,1  | 0,5  | 2 / 23    | 1       |
|                         | Aliança 90/Os Verdes         | 59 146    | 4,1  | 0,7  | 1 / 23    | Estável |
|                         | Partido Nacional Democrático | 36 970    | 2,6  | 1,6  | 0 / 23    | Estável |
|                         | Outros                       | 19 314    | 1,3  |      | 0 / 23    |         |
| Votos Inválidos         | Votos Inválidos              | 31 092    | 2,1  | 1,1  |           |         |
| Total                   | Total                        | 1 481 671 | 100  |      | 23        | 5       |
| Eleitorado/Participação | Eleitorado/Participação      | 2 088 108 | 71,0 | 2,2  |           |         |

### Schleswig-Holstein
| Partido                 | Partido                      | Votos     | %    | +/- | Deputados | +/-     |
| ----------------------- | ---------------------------- | --------- | ---- | --- | --------- | ------- |
|                         | Partido Social-Democrata     | 655 361   | 38,2 | 4,7 | 9 / 22    | 1       |
|                         | União Democrata-Cristã       | 624 510   | 36,4 | 0,4 | 8 / 22    | Estável |
|                         | Partido Democrático Liberal  | 173 320   | 10,1 | 2,1 | 2 / 22    | Estável |
|                         | Aliança 90/Os Verdes         | 144 712   | 8,4  | 1,0 | 2 / 22    | Estável |
|                         | A Esquerda                   | 78 755    | 4,6  | 3,3 | 1 / 22    | 1       |
|                         | Partido da Família           | 20 259    | 1,2  | -   | 0 / 22    | -       |
|                         | Partido Nacional Democrático | 17 061    | 1,0  | 0,7 | 0 / 22    | Estável |
|                         | Outros                       | 1 131     | 0,1  |     | 0 / 22    |         |
| Votos Inválidos         | Votos Inválidos              | 101 470   | 1,4  | 0,3 |           |         |
| Total                   | Total                        | 5 923 917 | 100  |     | 76        |         |
| Eleitorado/Participação | Eleitorado/Participação      | 7 529 193 | 78,7 | 2,4 |           |         |

### Turíngia
| Partido                 | Partido                      | Votos     | %    | +/-  | Deputados | +/-     |
| ----------------------- | ---------------------------- | --------- | ---- | ---- | --------- | ------- |
|                         | Partido Social-Democrata     | 432 778   | 29,8 | 10,1 | 6 / 18    | 3       |
|                         | A Esquerda                   | 378 340   | 26,1 | 9,1  | 5 / 18    | 5       |
|                         | União Democrata-Cristã       | 372 435   | 25,7 | 3,7  | 5 / 18    | 1       |
|                         | Partido Democrático Liberal  | 115 009   | 7,9  | 2,0  | 1 / 18    | Estável |
|                         | Aliança 90/Os Verdes         | 69 976    | 4,8  | 0,5  | 1 / 18    | Estável |
|                         | Partido Nacional Democrático | 52 988    | 3,7  | 2,8  | 0 / 18    | Estável |
|                         | Outros                       | 29 251    | 2,0  |      | 0 / 18    |         |
| Votos Inválidos         | Votos Inválidos              | 27 052    | 1,8  | 0,7  |           |         |
| Total                   | Total                        | 1 477 829 | 100  |      | 18        | 1       |
| Eleitorado/Participação | Eleitorado/Participação      | 1 957 755 | 75,5 | 0,7  |           |         |